# Josep Grahit i Grau
Josep Grahit i Grau (Girona, 1883 - Barcelona, 1960) fou un escriptor, periodista, historiador i promotor cultural sobretot de temàtica sardanista.
Es traslladà a Barcelona per estudiar dret i, seguint els passos del seu pare Emili Grahit, es va convertir en un reputat escriptor i periodista. Va ser secretari de la comissió provincial de monuments de Barcelona i membre corresponent de l'Acadèmia de la Història.
Col·laborà periodísticament al Diari de Girona amb temes literaris i històrics, així com a altres publicacions comarcals i, especialment, a la revista Scherzando, on hi promogué el coneixement de temes musicals i sardanistes, dels quals n'era un fervent i documentat propagador.
Entre les seves obres, cal citar Gerundianes (1910), Errors populars (1922), Les campanes de Girona (1926), Una consueta de la catedral de Girona (1947), La última guerra carlista en Gerona y su provincia (1956) La compañía de Santa Bárbara de Gerona (1959), Partes inéditos sobre Gerona en 1809 (1959) i Jaime Vicens Vives (1910-1960) (1960). I de temàtica sardanista: De la sardana (1907) i Recull sardanístic (1916), aquest un document històric de gran importància pel coneixement de les cobles i compositors de l'època. Josep Grahit va morir a Barcelona el 1960 i li va
ser concedida la primera Medalla al Mèrit Sardanista a títol pòstum en reconeixement de la seva aportació documental i a la divulgació de la sardana.